# Канаря (квартал в Кючюкчекмедже)
„Канаря“ (на турски: Kanarya) е квартал на Истанбул, разположен в градска околия Кючюкчекмедже. Общата му площ е 1,4 км2. Според данни на Адресната система за регистриране на населението (ABPRS) към 2023 г. населението на „Канаря“ е 69 635 жители.